# Primera División de Montenegro 2024-25
La Primera División de Montenegro 2024-25 fue la edición número 19 de la Primera División de Montenegro. La temporada comenzó el 4 de agosto de 2024 y terminó el 4 de junio de 2025.
Dečić es el campeón defensor tras ganar su primer título la temporada anterior.

## Sistema de competición
Los 10 equipos participantes jugarán entre sí todos contra todos, cuatro veces totalizando 36 partidos cada uno, al término de la jornada 36 el primer clasificado obtendrá un cupo para la ronda preliminar de la Liga de Campeones 2025-26, mientras que el segundo clasificado obtendrá un cupo para la Primera ronda de la Liga Conferencia 2025-26. Por otro lado el último clasificado descenderá a la Segunda División de Montenegro 2025-26, mientras que los dos penúltimos jugaran los Play-offs de descenso contra el segundo y tercero de la Segunda División de Montenegro 2024-25 para determinar quien participará en la Primera División de Montenegro 2024-25.
Un segundo cupo para la primera ronda de la Liga Conferencia 2025-26 será asignado al campeón de la Copa de Montenegro.

## Ascensos y descensos
| Pos. | Descendidos de Primera División 2023-24 |
| ---- | --------------------------------------- |
| 9.º  | Mladost DG                              |
| 10.º | Rudar                                   |

| Pos. | Ascendidos de Segunda División 2023-24 |
| ---- | -------------------------------------- |
| 1.º  | Bokelj                                 |
| 2.º  | Otrant-Olympic                         |

## Equipos participantes
Rudar descendió luego de haber permanecido en la máxima categoría desde su creación en 2006. Siendo sustituido por el Bokelj, campeón de la segunda categoría montenegrina. Por su parte, el Mladost DG descendió luego de haber pasado su primera temporada en esta división, siendo derrotado en la promoción de permanencia por el Otrant-Olympic.
| Equipo         | Ciudad       | Estadio                    | Capacidad |
| -------------- | ------------ | -------------------------- | --------- |
| Arsenal        | Tivat        | Estadio Parku              | 2,000     |
| Bokelj         | Kotor        | Estadio Pod Vrmcem         | 5,000     |
| Budućnost      | Podgorica    | Stadion pod Goricom        | 15,230    |
| Dečić          | Tuzi         | Stadion Tuško Polje        | 2,000     |
| Jedinstvo      | Bijelo Polje | Gradski stadion            | 5,000     |
| Jezero         | Plav         | Stadion Pod Racinom        | 2,500     |
| Mornar         | Bar          | Stadion Topolica           | 2,500     |
| Otrant-Olympic | Ulcinj       | Estadio Olímpico de Ulcinj | 1,500     |
| Petrovac       | Petrovac     | Stadion Mitar Mićo Goliš   | 1,630     |
| Sutjeska       | Nikšić       | Stadion kraj Bistrice      | 5,214     |

## Clasificación
| Pos. | Equipo             | Pts. | PJ | G  | E  | P  | GF | GC | Dif. | Clasificados y descensos 2025-26                    |
| ---- | ------------------ | ---- | -- | -- | -- | -- | -- | -- | ---- | --------------------------------------------------- |
| 1    | Budućnost (C)      | 84   | 35 | 26 | 6  | 3  | 90 | 29 | +61  | Primera Ronda de la Liga de Campeones               |
| 2    | Petrovac           | 60   | 36 | 17 | 9  | 10 | 50 | 38 | +12  |                                                     |
| 3    | Sutjeska           | 51   | 36 | 14 | 9  | 13 | 40 | 38 | +2   | Primera Ronda clasificatoria de la Liga Conferencia |
| 4    | Dečić              | 47   | 35 | 10 | 17 | 8  | 34 | 31 | +3   | Primera Ronda clasificatoria de la Liga Conferencia |
| 5    | Mornar             | 44   | 36 | 12 | 8  | 16 | 40 | 53 | −13  |                                                     |
| 6    | Bokelj             | 44   | 36 | 13 | 5  | 18 | 31 | 50 | −19  |                                                     |
| 7    | Jedinstvo          | 43   | 36 | 11 | 10 | 15 | 45 | 58 | −13  |                                                     |
| 8    | Arsenal Tivat (O)  | 42   | 36 | 10 | 12 | 14 | 31 | 47 | −16  | Promoción de descenso                               |
| 9    | Jezero (O)         | 39   | 36 | 9  | 12 | 15 | 33 | 44 | −11  | Promoción de descenso                               |
| 10   | Otrant-Olympic (D) | 35   | 36 | 9  | 8  | 19 | 44 | 53 | −9   | Descenso a Segunda División de Montenegro           |

Actualizado a los partidos jugados el 24 de mayo de 2025.
 Fuente: Football Association of Montenegro, Soccerway
Criterios de clasificación: Puntos • Puntos directos • Diferencia de gol directa • Goles marcados directos • Diferencia de gol • Goles marcados • Sorteo.

## Resultados
| Local \ Visitante | ARS | BOK | BUD | DEC | JED | JEZ | MOR | OTR | PET | SUT |
| ----------------- | --- | --- | --- | --- | --- | --- | --- | --- | --- | --- |
| Arsenal Tivat     | —   | 1–1 | 0–2 | 0–0 | 2–1 | 0–1 | 4–0 | 0–0 | 1–1 | 0–1 |
| Bokelj            | 1–2 | —   | 2–1 | 0–1 | 1–2 | 2–0 | 2–0 | 1–0 | 0–1 | 0–3 |
| Budućnost         | 2–1 | 4–0 | —   | 3–1 | 4–0 | 1–1 | 0–1 | 1–1 | 2–1 | 1–1 |
| Dečić             | 1–3 | 1–2 | 0–2 | —   | 4–0 | 1–0 | 1–0 | 0–0 | 1–0 | 0–0 |
| Jedinstvo         | 3–2 | 0–1 | 0–2 | 1–1 | —   | 1–1 | 1–2 | 1–0 | 3–2 | 2–0 |
| Jezero            | 0–0 | 0–0 | 0–2 | 1–1 | 1–0 | —   | 2–2 | 1–0 | 0–1 | 0–1 |
| Mornar            | 4–0 | 1–1 | 0–2 | 1–1 | 1–2 | 2–0 | —   | 0–1 | 0–2 | 2–1 |
| Otrant-Olympic    | 0–2 | 1–2 | 0–3 | 2–2 | 2–1 | 3–1 | 1–2 | —   | 0–1 | 1–3 |
| Petrovac          | 0–0 | 1–0 | 1–4 | 0–1 | 3–1 | 1–1 | 4–2 | 3–2 | —   | 1–0 |
| Sutjeska          | 1–2 | 0–2 | 0–1 | 1–1 | 3–0 | 2–1 | 1–1 | 0–0 | 0–2 | —   |

| Local \ Visitante | ARS | BOK | BUD | DEC  | JED | JEZ | MOR | OTR | PET | SUT |
| ----------------- | --- | --- | --- | ---- | --- | --- | --- | --- | --- | --- |
| Arsenal Tivat     | —   | 1–0 | 1–5 | 1–0  | 1–1 | 0–0 | 1–1 | 2–1 | 1–2 | 1–1 |
| Bokelj            | 1–1 | —   | 0–4 | 0–1  | 1–1 | 2–1 | 0–2 | 1–5 | 0–4 | 1–2 |
| Budućnost         | 5–0 | 3–1 | —   | Susp | 5–0 | 2–3 | 3–0 | 5–1 | 3–1 | 2–0 |
| Dečić             | 0–0 | 1–0 | 1–1 | —    | 2–2 | 1–2 | 2–0 | 2–2 | 1–1 | 0–1 |
| Jedinstvo         | 0–1 | 0–1 | 1–3 | 1–1  | —   | 1–0 | 3–0 | 2–0 | 2–1 | 2–1 |
| Jezero            | 2–0 | 0–2 | 3–3 | 1–1  | 3–2 | —   | 1–2 | 2–2 | 1–1 | 2–0 |
| Mornar            | 1–0 | 4–1 | 1–2 | 0–2  | 1–1 | 0–1 | —   | 1–0 | 1–1 | 0–2 |
| Otrant-Olympic    | 4–1 | 0–1 | 0–1 | 2–0  | 2–2 | 1–0 | 6–2 | —   | 2–1 | 0–2 |
| Petrovac          | 2–0 | 0–1 | 3–3 | 0–0  | 0–0 | 2–1 | 0–2 | 2–1 | —   | 1–0 |
| Sutjeska          | 2–0 | 1–0 | 1–3 | 1–1  | 3–3 | 2–1 | 1–1 | 2–0 | 0–3 | —   |

## Promoción de descenso
| 30 de mayo de 2025 | Lovćen | 0:0 (0:0) | Arsenal Tivat | DG Arena, Podgorica       |                           |
| 18:00              |        | Reporte   |               | Árbitro(s): Miloš Savović | Árbitro(s): Miloš Savović |

| 4 de junio de 2025 | Arsenal Tivat                                                                    | 4:0 (3:0) (Global 4:0) | Lovćen | Stadion u Parku, Tivat       |                              |
| 15:00              | Nedjeljko Kovinić 27', 34' · Julián Montenegro 41' · Ćetko Manojlović 76' (pen.) | Reporte                |        | Árbitro(s): Nikola Dabanović | Árbitro(s): Nikola Dabanović |

| 30 de mayo de 2025 | Jezero              | 1:0 (1:0) | Rudar | Gradski Stadion de Pljevlja, Pljevlja |                              |
| 20:00              | Mihailo Perovic 28' | Reporte   |       | Árbitro(s): Nikola Dabanović          | Árbitro(s): Nikola Dabanović |

| 4 de junio de 2025 | Rudar | 0:1 (0:0) (Global 0:2) | Jezero                | Gradski Stadion de Berane, Berane |                            |
| 15:00              |       | Reporte                | Milivoje Raičević 58' | Árbitro(s): Miloš Bošković        | Árbitro(s): Miloš Bošković |